# Doktor (film)
Doktor je slovenski vojni dramski film iz leta 1985 v režiji in po scenariju Vojka Duletiča, posnet po istoimenskem romanu Janeza Vipotnika. Doktor je vzdevek visokega policijskega uradnika Vladimirja Kanteja, ki po italijanski okupaciji ostane na položaju, vendar se poveže z Osvobodilno fronto. Tudi po nemški okupaciji zadrži položaj, toda ti razkrijejo njegovo dvojno vlogo.

## Igralci
- Slavko Cerjak kot Vladimir Kante
- Teja Glažar
- Zvone Hribar
- Ivan Rupnik
- Demeter Bitenc
- Ivo Ban kot Kalan
- Dare Valič
- Roman Končar